# Edmond Vacant
Edmond Vacant, né le 5 avril 1933 à Queuille (Puy-de-Dôme) et mort le 9 septembre 1997 à Mozac (Puy-de-Dôme), est un homme politique français.

## Biographie
Maire de Mozac (1965-1995), conseiller général (1967-1997), Edmond Vacant est député PS de 1973 à 1986 et de 1988 à 1993. Lors des élections législatives de 1986 qui se déroulent au scrutin proportionnel par liste départementale, bien que sortant, il n'est pas investi par le PS parmi les huit candidats (pour six places éligibles) dans le département du Puy-de-Dôme.
Il se fait remarquer le 25 octobre 1989 en arrivant à l'Assemblée nationale avec le député Jacques Lavédrine coiffé d'un foulard sur lequel est imprimé la Déclaration des droits de l'homme et du citoyen afin de protester contre le discours de Lionel Jospin, ministre de l'Éducation nationale, lors de l'affaire du port du voile islamique au collège de Creil.
Edmond Vacant est inhumé au cimetière de Mozac.

## Détail des fonctions et des mandats
Mandats parlementaires
- 11 mars 1973 - 2 avril 1978 : Député de la 5e circonscription du Puy-de-Dôme
- 19 mars 1978 - 22 mai 1981 : Député de la 5e circonscription du Puy-de-Dôme
- 21 juin 1981 - 1er avril 1986 : Député de la 5e circonscription du Puy-de-Dôme
- 12 juin 1988 - 1er avril 1993 : Député de la 6e circonscription du Puy-de-Dôme

## Hommage
Le complexe sportif de la commune de Mozac porte son nom.